# Daiwa House Kōgyō
Daiwa House Kōgyō K.K. (jap. 大和ハウス工業株式会社, Daiwa Hausu Kōgyō Kabushiki kaisha, engl. Daiwa House Industry Company, Limited) ist ein japanisches Unternehmen mit Firmensitz in Osaka.
Das Unternehmen ist im Bauwesen tätig. Daiwa House Kōgyō wurde am 4. März 1947 gegründet. Daiwa House beschäftigt rund 14.900 Mitarbeiter.